# Et dukkehjem (film fra 1923)
 For alternative betydninger, se Et dukkehjem (flertydig). (Se også artikler, som begynder med Et dukkehjem)
Et dukkehjem (originaltitel Nora) er en tysk stumfilm fra 1923 instrueret af Berthold Viertel. Filmen er baseret på Ibsens skuespil Et Dukkehjem fra 1879.

## Medvirkende
- Olga Chekhova som Nora
- Carl Ebert som Torwald Helmer
- Fritz Kortner som Krogstadt
- Anton Edthofer som Dr Rank
- Helga Thomas
- Paul Günther
- Lucie Höflich som Frau Linden
- Ilka Grüning som Marianne